# Bulbul de Cabanis
El bulbul de Cabanis (Phyllastrephus cabanisi) és una espècie d'ocell de la família dels picnonòtids (Pycnonotidae). Es troba a Angola, Burundi, República Democràtica del Congo, Kenya, Malawi, Moçambic, Ruanda, Sudan del Sud, Sudan, Tanzània, Uganda i Zàmbia. Els seus hàbitats principals són els boscos tropicals i subtropicals de frondoses humits de les terres baixes i de l'estatge montà i els matollars humids tropicals i subtropicals. El seu estat de conservació es considera de risc mínim.
L'epítet específic cabanisi fa referència a l'ornitòleg alemany Jean Louis Cabanis (1816-1906).

## Taxonomia
Segons el Handook of the Birds of the World i la quarta versió de la BirdLife International Checklist of the birds of the world (Desembre 2019), el bulbul de Cabanis presenta tres subespècies: (P.c. cabanisi, sucosus i placidus). Tanmateix, en la llista mundial d'ocells del Congrés Ornitològic Internacional (versió 13.2, juliol 2023) la subespècie placidus es considera una espècie separada: Phyllastrephus placidus.